# Équipe des États-Unis de baseball
Uniformes
L'équipe des États-Unis de baseball représente les États-Unis lors des compétitions internationales, comme le Classique mondiale de baseball, les Jeux olympiques ou la Coupe du monde de baseball notamment.
La sélection américaine a remporté la médaille de bronze lors du tournoi de Baseball aux Jeux olympiques d'été de 2008 à Pékin.

## Histoire
Complexité de l'organisation du sport américain oblige, l'équipe des États-Unis de baseball est une sélection à géométrie variable. Depuis 1978, c'est la fédération USA Baseball qui chapeaute cette sélection ne comprenant que des joueurs universitaires. Toutefois, certaines sélections ont également compris des joueurs des Ligues mineures et même de Ligue majeure. Ainsi, lors de la Classique mondiale de 2006, l'équipe était exclusivement constituée de joueurs évoluant en MLB. Malgré un effectif truffé de stars, les Américains ne parvinrent pas à se qualifier pour les demi-finales et enregistrèrent trois défaites en poules contre le Canada (6-8), la Corée du Sud (3-7) et le Mexique (1-2), pour trois victoires contre l'Afrique du Sud (17-0 en cinq manches), le Mexique (affronté deux fois) (2-0) et le Japon (4-3). En 2007, l'équipe américaine est composée de joueurs universitaires et de joueurs des ligues mineures.
Lors des Jeux Panaméricains 2007 à Rio de Janeiro, les Cubains remportent un nouveau titre continental en s'imposant 3-1 le 20 juillet en finale face aux États-Unis. Le 18 novembre, les États-Unis prennent leur revanche en s'imposant 6-3 en finale de la Coupe du monde et décrochent leur 3e titre mondiale après une attente de 33 ans.

## Palmarès
Jeux olympiques
- 1992 : 4e
- 1996 :  3e
- 2000 :  1er
- 2004 : non qualifiée
- 2008 :  3e

Classique mondiale de baseball
- 2006 : éliminée en poules
- 2009 : demi-finaliste
- 2013 : éliminée au 2e tour
- 2017 :  1er
- 2023 :  2e

Coupe du monde de baseball
| - 1938 : 2e - 1939 : 3e - 1940 : 2e - 1941 : 6e - 1942 : 5e - 1943 : non qualifiée - 1944 : non qualifiée - 1945 : non qualifiée - 1947 : non qualifiée - 1948 : non qualifiée - 1950 : non qualifiée - 1951 : non qualifiée - 1952 : non qualifiée |  | - 1953 : non qualifiée - 1961 : non qualifiée - 1965 : non qualifiée - 1969 : 2e - 1970 : 2e - 1971 : non qualifiée - 1972 : 2e - 1973 : 1er - 1974 : 1er - 1976 : non qualifiée - 1978 : 2e - 1980 : 4e - 1982 : 3e |  | - 1984 : 3e - 1986 : 4e - 1988 : 2e - 1990 : 7e - 1994 : 8e - 1998 : 9e - 2001 : 2e - 2003 : 5e - 2005 : 7e - 2007 : 1er - 2009 : 1er - 2011 : 3e |

Jeux panaméricains
| - 1951 : 2e - 1955 : 2e - 1959 : 3e - 1963 : 2e - 1967 : 1er |  | - 1971 : 2e - 1975 : 2e - 1979 : - - 1983 : 3e - 1987 : 2e |  | - 1991 : 3e - 1995 : - - 1999 : 2e - 2003 : 2e - 2007 : 2e |

Coupe intercontinentale de baseball
| - 1973 : 3e - 1975 : 1er - 1977 : 2e - 1979 : 3e - 1981 : 2er - 1983 : 2e |  | - 1985 : 6e - 1987 : 2e - 1989 : 7e - 1991 : non qualifiée - 1993 : 2e - 1995 : non qualifiée |  | - 1997 : 4e - 1999 : 4e - 2002 : non qualifiée - 2006 : non qualifiée |

## Classique mondiale 2009
Confiée au manager Tommy Lasorda assisté des instructeurs Mike Schmidt, Barry Larkin et Davey Johnson, l'équipe américaine enregistre quelques refus de sélection (le lanceur Cliff Lee, notamment) et un retentissant changement d'équipe nationale  : Alex Rodriguez, qui porte le couleurs américaines à l'occasion de la Classique mondiale 2006, opte cette fois pour l'équipe de République dominicaine. Au dernier moment, Grady Sizemore décline la sélection en mettant en avant une blessure.
| Lanceurs - 18 Jonathan Broxton (Dodgers de Los Angeles) - 40 John Grabow (Pirates de Pittsburgh) - 46 Jeremy Guthrie (Orioles de Baltimore) - 38 Joel Hanrahan (Nationals de Washington) - 42 LaTroy Hawkins (Astros de Houston) - 39 J.P. Howell (Rays de Tampa Bay) - 33 Ted Lilly (Cubs de Chicago) - 29 Matt Lindstrom (Marlins de Floride) - 36 Joe Nathan (Twins du Minnesota) - 44 Roy Oswalt (Astros de Houston) - 22 Jake Peavy (Padres de San Diego) - 23 J.J. Putz (Mets de New York) - 62 Scot Shields (Angels de Los Angeles) - 37 Matt Thornton (White Sox de Chicago) - 31 Brad Ziegler (Athletics d'Oakland) |  | Receveurs - 26 Chris Iannetta (Rockies du Colorado) - 16 Brian McCann (Braves d'Atlanta) Champ intérieur - 7 Mark DeRosa (Indians de Cleveland) - 2 Derek Jeter (Yankees de New York) - 10 Chipper Jones (Braves d'Atlanta) - 15 Dustin Pedroia (Red Sox de Boston) - 1 Jimmy Rollins (Phillies de Philadelphie) - 4 David Wright (Mets de New York) - 21 Kevin Youkilis (Red Sox de Boston) Champ extérieur - 18 Ryan Braun (Brewers de Milwaukee) - 17 Adam Dunn (Nationals de Washington) - 28 Curtis Granderson (Tigers de Detroit) - 50 Shane Victorino (Phillies de Philadelphie) |